# هرمان شوملین
هرمان شوملین (انگلیسی: Herman Shumlin؛ ۶ دسامبر ۱۸۹۸ – ۴ ژوئن ۱۹۷۹) یک کارگردان، و تهیه‌کننده اهل ایالات متحده آمریکا بود.